# Calpensia nobilis
Calpensia nobilis är en mossdjursart som först beskrevs av Eugen Johann Christoph Esper 1796.  Calpensia nobilis ingår i släktet Calpensia och familjen Microporidae. Inga underarter finns listade i Catalogue of Life.